# Ivan Sondi
Ivan Sondi (Pitomača, 24. lipnja 1965. – Zagreb, 9. ožujka 2024.), hrvatski geolog, član suradnik HAZU od 2016. godine.

## Životopis
Rođen je u Pitomači 1965. godine. Diplomirao je na Sveučilištu u Zagrebu 1990. godine (studij geologije), magistrirao 1993. godine (interdisciplinski studij oceanologije), a doktorirao 1995. godine (geologija). U razdoblju 1997. – 2003. godine Ivan Sondi, kao poslijedoktorand, a kasnije i znanstveni suradnik, boravio je i radio na ]]Clarkson University|Sveučilištu Clarkson]] u SAD-u. Bio je redoviti profesor Rudarsko-geološko-naftnog fakulteta Sveučilišta u Zagrebu te gostujući profesor Instituta Jožef Stefan u Ljubljani. Bavio se istraživanjima u području mineralogije okoliša, geokemije i sedimentologije, ponajprije formiranjem nanominerala i mineralnih nanočestica i njihovom ulogom u biogeokemijskom kruženju tvari u prirodnom okolišu. Istraživao je i procese biomineralizacije karbonata na nanorazini. Bio je najcitiraniji hrvatski geoznanstvenik te je publicirao preko 40 znanstvenih radova u renomiranim međunarodnim časopisima, koji su citirani više od 3500 puta (Scopus). Suautor je i 9 poglavlja u knjigama i suizumitelj (co-inventor) pet patenata (US, EP i WPO). Dobitnik je Nagrade HAZU za najviša znanstvena dostignuća u Republici Hrvatskoj u području prirodnih znanosti i matematike za 2008. godinu. Bio je član  Znanstvenog vijeća za prirodoznanstveno istraživanje Jadrana HAZU.